# Pomnik księdza Ignacego Skorupki w Łodzi
Pomnik księdza Ignacego Skorupki – pomnik ks. Ignacego Skorupki, znajdujący się na placu Katedralnym, przy ulicy Piotrkowskiej 265 przed archikatedrą św. Stanisława Kostki w Łodzi.

## Historia
Komitet budowy pomnika upamiętniającego księdza poległego w Bitwie Warszawskiej powołano w 1926. W latach 1926–1927 odbyła się wystawa projektów pomnika w siedzibie Komendy Chorągwi Łódzkiej Związku Harcerstwa Polskiego przy ulicy Ewangelickiej (późn. ul. F. D. Roosvelta) w Łodzi. Finalnie do realizacji wybrano projekt Franciszka Sługockiego.
Pomnik został odsłonięty i poświęcony 15 sierpnia 1930 przez biskupa łódzkiego Wincentego Tymienieckiego. Monument został zburzony w listopadzie 1939 przez Niemców okupujących miasto. Po zniszczeniu pomnika postać Jezusa z cokołu była przechowywana we wnętrzu katedry, a tablice uwieczniające sceny z życia Skorupki były przechowywane w budynkach diecezjalnych. Po II wojnie światowej komunistyczne władze nie zezwalały na ponowne, w pierwotnej lokalizacji, postawienie pomnika, który odsłonięto dopiero w 1989.

## Architektura
Autorem pomnika jest Franciszek Sługocki, prace liternicze wykonał Wacław Konopka, usytuowana zaś na cokole figura Jezusa niosącego krzyż, stanowi kopię rzeźby autorstwa Andrzeja Pruszyńskiego sprzed Kościoła Św. Krzyża w Warszawie. Cokół został udekorowany czterema wykonanymi z brązu płaskorzeźbami, będącymi scenami z życia Skorupki, zatytułowane kolejno: „Modlitwa przed bitwą”; „Atak pod Ossowem”; „Przeniesienie zwłok ks. Skorupki”; „Polska”. Pierwsza z nich przedstawia modlącego się księdza, któremu objawia się Jezus. Druga przedstawia Skorupkę dzierżącego krzyż i przewodzącego żołnierzom na polu bitwy. Trzecia przedstawia żołnierzy niosącego martwe ciało księdza – na tej płaskorzeźbie artysta przedstawił siebie jako podtrzymującego płaszcz, na którym spoczywa Skorupka. Czwarta płaskorzeźba przedstawia kobietę w koronie na głowie z berłem w dłoni (prawdopodobnie Maryję Królową Polski) stojącą pomiędzy dwoma orłami w koronie lub rozerwanym na pół orłem o dwu głowach – symbolizującym herb Rosji.
Ponadto na cokole został wyryty napis: „Księdzu Ignacemu Skorupce poległemu na polu chwały pod Radzyminem 14 sierpnia 1920 roku łodzianie – Łódź dnia 15 sierpnia 1930 roku”.